# Bombardamento di Guernica
Il bombardamento di Guernica (nome in codice Operazione Rügen) fu un'incursione aerea compiuta dalla Legione Condor con la partecipazione dell'Aviazione Legionaria italiana contro la suddetta città basca il 26 aprile 1937, durante la guerra civile spagnola.
Le forze aeree italo-tedesche dichiararono di aver avuto come obiettivo dell'attacco il ponte Rentería, sul fiume Mundakako Itsasadarra, corso d'acqua situato nella regione di Busturia, nei Paesi Baschi, per appoggiare gli sforzi bellici dei nazionalisti franchisti nell'offensiva in corso nella provincia basca della Biscaglia per rovesciare le forze fedeli al governo della Repubblica spagnola, bombe che il forte vento deviò sulla città. In realtà si trattò di un bombardamento terroristico contro la popolazione civile e contro la città, come risulta da fonti e testimonianze sia contemporanee all’evento sia del dopoguerra.

## Contesto storico
Nel marzo 1937 il generale franchista Emilio Mola impartì gli ordini preliminari per una campagna terrestre nella regione della Biscaglia, con lo scopo di eliminare la presenza delle forze repubblicane formate dai nazionalisti baschi dell’Euzko Gudarostea, da battaglioni delle Asturie e di Santander, e da formazioni comuniste e repubblicane dell’Unión General de Trabajadores (UGT) e del Confederación Nacional del Trabajo (CNT). Queste formazioni controllavano i monti Maroto, Albertía e Jarinto, occupati dai baschi durante l’offensiva contro Villareal dell’anno precedente, dalle cui cime poteva controllare il fronte tenuto dalle forze nazionaliste che nell’autunno del 1936 avevano conquistato San Sebastián e ora - dopo quattro inutili attacchi verso Madrid - intendevano conquistare le regioni accerchiate del nord e occupare i porti di Bilbao, Santander e Gijón da cui i repubblicani ricevevano rifornimenti e cibo per la popolazione.
Le forze nazionaliste erano basate sulla divisione “Navarra” di Alfonso Vega, formata da quattro brigate carliste, e sulla brigata mista “Frecce Nere” formata da 8 000 spagnoli comandati da ufficiali italiani e dotata di carri leggeri L3 FIAT-Ansaldo, supportate dalle forze aeree della Legione Condor della Luftwaffe concentrate a Vitoria in cui erano di stanza i caccia, e Burgos, dove erano presenti i gruppi di bombardamento. I baschi di contro avevano una piccolissima aviazione da caccia per la difesa, per cui la Legione Condor fu in grado di mettere a rischio gli antiquati Heinkel He 51 come cacciabombardieri per l'appoggio ravvicinato al suolo in attesa dei moderni Messerschmitt. Il generale tedesco Hugo Sperrle, comandante della Legione, in quel periodo era con Francisco Franco a Salamanca, per cui le forze d’attacco che avrebbero cooperato con le forze del generale Mola furono lasciate al comando operativo del colonnello Wolfram von Richthofen, che poteva contare su tre gruppi di bombardieri Junkers Ju 52, un gruppo sperimentale di Heinkel He 111, tre gruppi caccia di He 51 e mezzo gruppo caccia di Messerschmitt Bf 109 non completamente operativi. L’Aviazione Legionaria italiana contribuì con l’appoggio di bombardieri Savoia-Marchetti S.M.81 e S.M.79 oltre che con i caccia Fiat C.R.32.

L’avanzata delle forze nazionaliste di Franco (regioni in blu) contro le regioni del nord ancora in mano alle forze repubblicane.

Dopo l’ultimatum lanciato alle forze repubblicane «[...] se non vi sottometterete subito raderò al suolo la Biscaglia», Mola ordinò un’avanzata da sud-est, che ebbe inizio il 31 marzo 1936 con un attacco terrestre contro le tre montagne. I nazionalisti mostrarono subito la propria schiacciante superiorità aerea: le cittadine di Elorrio e di Durango, nelle retrovie del fronte, vennero sottoposte a violenti incursioni a ondate successive di bombardieri Ju 52 e S.M.81 partiti da Soria.
Durango, senza difese antiaeree e senza alcuna presenza militare, venne bombardata deliberatamente per colpire i civili, e mentre i civili scappavano lasciando la città, un’ondata di He 51 fatta alzare appositamente in volo andò a caccia delle colonne di civili in fuga. In totale 250 persone persero la vita durante l’azione.
Successivamente da Radio Siviglia il generale Queipo del Llano dichiarò che «[...] i nostri aerei hanno bombardato obiettivi militari a Durango» e dato che nel bombardamento venne colpita una chiesa, causando la morte di 14 suore e del sacerdote che stavano officiando la messa, per far ricadere la colpa di questo sugli avversari, dichiarò anche che «in seguito i comunisti e socialisti hanno rinchiuso preti e suore, uccidendoli senza pietà e incendiando le chiese».
Sul fronte di terra le tre montagne furono colpite da un concentramento di artiglieria e da bombardamenti aerei della Legione Condor, che tagliarono tutte le vie di comunicazione e le linee telefoniche dei repubblicani come le linee avanzate. Il giorno seguente una serie di attacchi aerei contro la città di Ochandiano e i suoi dintorni provocò una breccia nel fronte, mentre i difensori sprovvisti di armi per contrastare le forze aeree italo-tedesche, venivano inevitabilmente colpiti dall’alto. Le forze basche continuarono però a resistere e riuscirono a trincerarsi e a battersi con efficacia.
Il 4 aprile Mola ordinò una sospensione dell’offensiva terrestre, ma gli attacchi aerei continuarono e i nazionalisti annunciarono il blocco dei porti repubblicani della costa Cantabrica nel tentativo di costringere alla resa i baschi per fame. Questo allarmò il governo britannico guidato da Stanley Baldwin, che temeva che il commercio anglo-basco costringesse la Gran Bretagna a prendere posizione in Spagna; il leader conservatore non intendeva riconoscere nessuna delle due parti, anche se alla luce dei fatti successivi è difficile considerare il Gabinetto britannico imparziale. L’ammiraglio Lord Chatfield, Primo lord del mare, era un ammiratore di Franco, così a tutte le navi britanniche venne ordinato di riparare a Saint-Jean-de-Luz, e per mascherare questo implicito appoggio ai nazionalisti, il governo inglese inviò l’incrociatore da battaglia Hood nelle acque basche.
Tutto ciò portò il fronte repubblicani vicino al crollo, per fortuna loro però la troppo cauta avanzata di Mola non riuscì a sfruttare appieno il vantaggio; questo esasperò von Richthofen che nel frattempo, nonostante la lenta avanzata dei nazionalisti, continuava a martellare le postazioni «dei rossi» senza risparmiare ulteriori bombardamenti alle città, compresa Bilbao che venne colpita varie volte.

## Il bombardamento
Il 26 aprile 1937 alle ore 16:30 circa il campanile della chiesa di Guernica, una cittadina di circa 7 000 abitanti posizionata a 10 chilometri dalla linea del fronte, cominciò a battere il segnale di attacco aereo. Era il giorno del mercato e molti contadini con il loro bestiame erano presenti nella cittadina, già piena peraltro di profughi che davanti all’avanzata del nemico vi si erano rifugiati. Al suono dell’allarme i cittadini scesero nelle cantine destinate a refugios contro le incursioni, ma inaspettatamente comparvero solo due ricognitori che dopo un largo giro sopra Guernica fecero ritorno alla base.
La maggior parte della popolazione della città quindi uscì dai rifugi, inconsapevoli di essere stati scelti per partecipare ad un tipico esperimento tedesco: valutare in pratica l’efficacia di un massiccio bombardamento aereo. Un quarto d’ora dopo l’intero gruppo da bombardamento comparve in cielo, sganciando ordigni di ogni tipo, da bombe convenzionali a quelle incendiarie. Si scatenò subito il caos, le persone cercavano di rientrare nei rifugi, poi si allarmarono perché si resero presto conto che gli stessi non erano in grado di resistere alle bombe di maggior calibro e all’interno degli stessi si svilupparono fiamme e molte persone morirono soffocate dal fumo nei ripari. A quel punto le persone si riversarono fuori città fuggendo attraverso i campi, e a questo punto i cacciabombardieri italo-tedeschi scesero a mitragliare e a spezzonare uomini donne e bambini, oltre che l’ospedale e addirittura il bestiame. Ma l’attacco più massiccio non era ancora cominciato.
Una seconda ondata, che Sperrle considerava un semplice «colpo di forza» era basata sull’impiego dei moderni Heinkel 111 scortati da cinque caccia C.R.32 del capitano Corrado Ricci, che scaricarono sulla città già semidistrutta un ulteriore carico di ordigni esplosivi «fuoco e fiamme si scatenarono su Guernica prostrata mentre gli edifici crollavano e le cantine diventavano tombe», ma il bombardamento non era ancora finito. A questa seconda ondata parteciparono anche i tre S.M.79 dell’Aviazione Legionaria, che ufficialmente avevano come obiettivo il minuscolo ponte Rentería - in pratica privo di valenza militare - ma che di fatto sganciarono le loro bombe sull’immediata periferia di Guernica colpendo alcuni edifici, sganciando un totale di 36 bombe da 50 kg.
A questo punto entrarono in scena altri bombardieri medi per la terza e ultima fase dell’attacco; migliaia di piccoli spezzoni incendiari da 10 kg raggruppati in tubi di alluminio da 1 kg ognuno, i quali si aprivano durante la caduta, caddero sulla città in rovina, tramutando le strade in un inferno di fuoco in cui centinaia di persone morirono carbonizzate. Secondo i testimoni oculari, intere famiglie rimasero sepolte nelle proprie case o nei rifugi crollati, mentre per le strade buoi e pecore coperti di fiamme correvano tra i ruderi prima di cadere morti. Esseri umani anneriti dalle fiamme barcollavano tra le macerie, mentre altri annaspavano cercando di salvare i parenti seppelliti.
Il «colpo di forza» aereo era stato eseguito con una precisione e una completezza che non avevano avuto precedenti in nessuna guerra. Tutto finì in circa tre ore: alle 19:45 circa i sopravvissuti impauriti e inebetiti poterono finalmente mettersi alla ricerca dei loro cari tra le rovine fumanti e, dopo averli trovati, dar loro degna sepoltura.
Stando al governo basco, le perdite furono circa un terzo della popolazione: 1654 morti e 889 feriti, mentre ricerche più recenti hanno parlato di circa 2-300 morti. I soccorritori che giungevano da Bilbao rimasero increduli quando avvicinandosi vedevano il cielo sopra Guernica assumere il colore rosso-arancione delle fiamme, mentre della città rimaneva uno scheletro bruciato con circa il 70% degli edifici distrutto o inagibile

### Reazioni successive

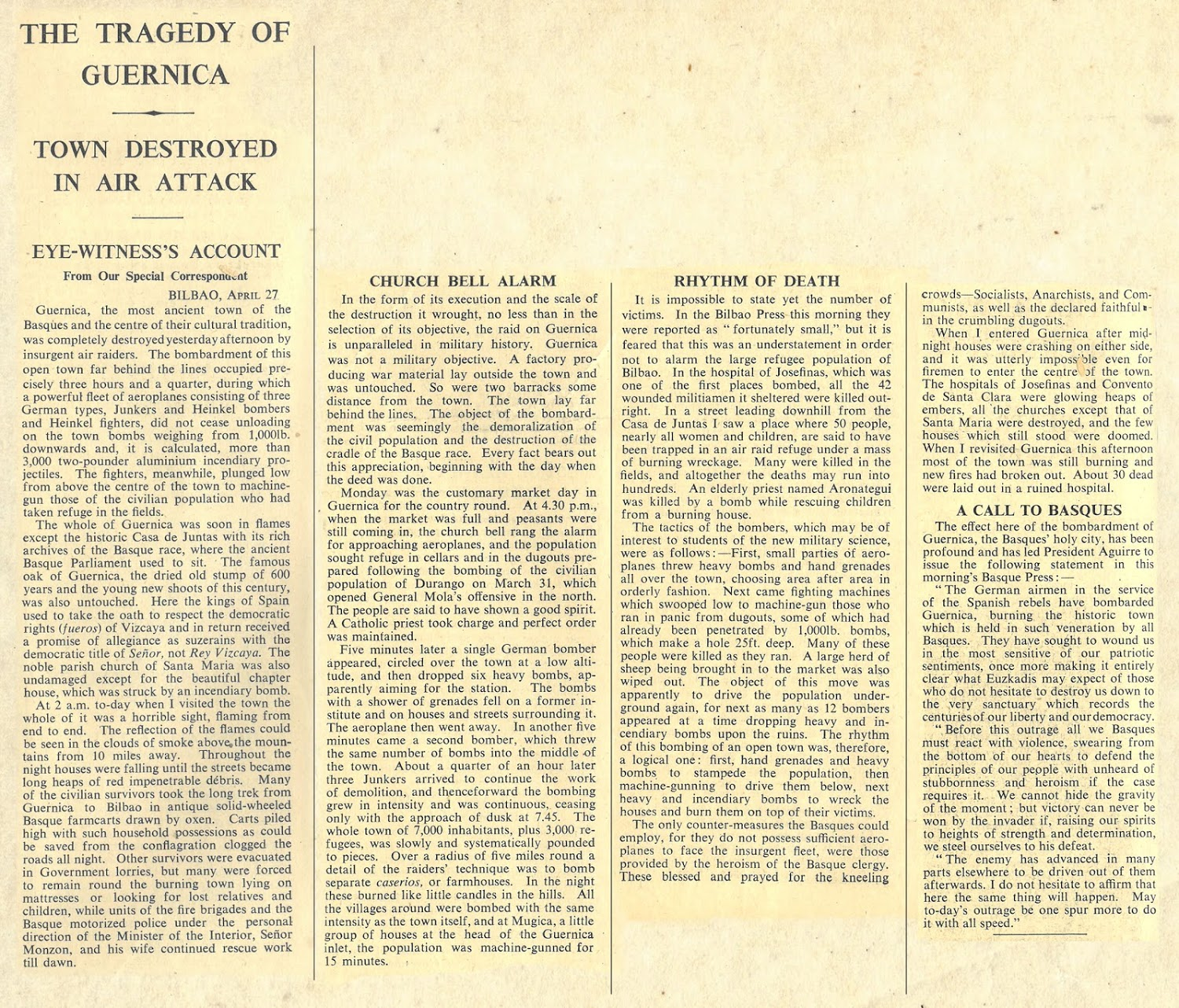
L’articolo uscito sul Times il 27 aprile sul bombardamento di Guernica

Le reazioni manifestatesi nel mondo furono così intense da far preoccupare lo stesso Franco e i suoi sostenitori, l’indignazione che ne scaturì fu pressoché totale al di fuori di Italia e Germania. Esterrefatti per le devastazioni subite da Guernica, i corrispondenti dei giornali esteri furono unanimi nel condannare il massacro, definendolo un «nefasto crimine».
Il giorno successivo la notizia della distruzione di Guernica comparve sulla stampa britannica e il 28 aprile sul New York Times e sul Times, mentre il consigliere della difesa basco José Antonio Aguirre denunciò l’episodio con la frase «Aviatori tedeschi, al servizio dei ribelli spagnoli, hanno bombardato Guernica, bruciando la storica città venerata da tutti i baschi».
Come successe successivamente al bombardamento di Durango, i franchisti fecero di tutto per smentire la notizia e dare la colpa ai comunisti, sostenendo che la città venne distrutta dai difensori prima di ritirarsi; il comando di Franco cercò di attribuire la colpa agli stessi baschi, e il 29 aprile comunicò che: «Guernica è stata distrutta dal fuoco e dalla benzina. Sono state le orde rosse al servizio del criminale Aguirre a bruciarla fino alle fondamenta. [...] Aguirre ha pronunciato l’infame menzogna di attribuire questa atrocità alla nostra nobile ed eroica aeronautica militare». La Chiesa spagnola approvò la versione dei franchisti e un professore spagnolo di teologia a Roma arrivò perfino a dichiarare che non era presente nemmeno un soldato tedesco in Spagna, e che Franco «aveva soltanto bisogno di soldati spagnoli»; una versione che perfino i più accesi sostenitori di Franco all’estero trovavano difficile da accettare.
La propaganda di Joseph Goebbels del resto non ebbe imbarazzo nel dire «Tutti sono spiacenti per il destino di Guernica», disse un portavoce di Berlino, «ma poiché al bombardamento non ha partecipato alcun aereo tedesco non vediamo come l’accaduto possa in alcun modo riguardare la Germania».
L’ambasciatore tedesco a Londra, Joachim von Ribbentrop, inviò una protesta ufficiale ad Anthony Eden contro le «inesatte insinuazioni apparse da parte della stampa inglese e ripetute e ripetute alla Camera dei Comuni nei riguardi dell’asserita distruzione della città spagnola di Guernica».
Ovviamente nelle comunicazioni private il bluff non poteva trovare riscontro: lo stesso generale Mario Roatta, l’8 maggio informò Galeazzo Ciano che la Legione Condor aveva bombardato Guernica con spezzoni incendiari; una giornalista statunitense in agosto incontrò un ufficiale nazionalista che ammise che Guernica venne bombardata dall’alto, non incendiata «Ma è naturale che fu bombardata» disse l’ufficiale «L’abbiamo bombardata, bombardata, bombardata e, bueno, perché no?».
Lo stesso generale Pietro Pinna, commentando i risultati dell’Aviazione Legionaria in Spagna in una relazione del maggio 1937, non poté fare a meno di riferire con compiacenza di come «La distruzione di Guernica, compiuta dagli apparecchi tedeschi ed italiani, ha dato la misura di quanto può fare l’aviazione contro un centro abitato. La distruzione di un porto e delle navi che vi sono rifugiate non mancherebbe di produrre effetti salutari anche al di fuori della Spagna», quasi ad aver premura di sottolineare ed esaltare il contributo che i tre aerei dell’Aviazione Legionaria apportarono alla distruzione della città sacra dei baschi.
Nel dopoguerra alcuni reduci della Legione Condor affermarono che l’obiettivo del bombardamento fosse il piccolo ponte Rentería nelle immediate vicinanze di Guernica (19,5 m di lunghezza per 9,5 m di larghezza), ma fu a causa del forte vento che le bombe caddero sull’abitato deviandone la traiettoria. In realtà quel giorno il vento era assente, i bombardieri volavano in file serrate e non in formazione allungata come prevedevano le disposizioni per il tipo di obiettivo, e gli spezzoni incendiari e la presenza di caccia armati di mitragliatrici non erano necessari se l’obiettivo fosse stato realmente un ponte in pietra.
Peraltro proprio il diario personale di von Richthofen conferma che Guernica fu l’obiettivo concordato con il colonnello Vigon (capo di stato maggiore di Mola) per quel 26 aprile. Diversa è l’annotazione sul diario di guerra di von Richthofen, probabilmente scritto successivamente tenendo conto delle disposizioni della propaganda franchista.
Lo stesso Hugo Speerle, per educazione esente da preoccupazioni politiche e indifferente all’opinione pubblica, nel 1939 dichiarò apertamente che la Legione Condor era responsabile del bombardamento di Guernica, ma con l’Europa sull’orlo della guerra, la notizia non ebbe risalto. Fu Hermann Göring a dire una parola conclusiva sul misfatto di Guernica durante il processo di Norimberga, quando interrogato circa quel lontano episodio, dichiarò: «Guernica è stato un terreno di prova per la Luftwaffe. È stata una vicenda spiacevole, d’accordo! Ma non potevamo fare altrimenti perché non avevamo un altro posto per sperimentare i nostri aeroplani».

### Conseguenze
L’incursione aerea su Guernica di fatto scompaginò la ritirata delle forze repubblicane ma non la rallentò in modo significativo. Nonostante ormai Guernica risultasse tagliata fuori dal resto della regione, in quel settore la ritirata venne effettuata in modo metodico con efficaci azioni di retroguardia. Il battaglione “Rosa Luxemburg” del maggiore Cristóbal riuscì a trattenere per diverso tempo i nazionalisti, nonostante la straordinaria incompetenza del loro comandante, colonnello Yatz, che sembrava non fosse in grado di interpretare una cartina topografica. Il 1º maggio la ritirata rallentò, l’8º Battaglione dell’UGT tese un’imboscata a Bermeo, sulla costa, alle “Frecce Nere”, mettendone in fuga 4 000 assieme ai loro carri L3.
Per l’esercito basco tuttavia era giunto il momento di ritirarsi all’interno dell’«anello di ferro» di Bilbao, con un perimetro di circa 80 km che però al momento della ritirata risultava debole, incompleto e con una sola linea di trincee e difese che non consentiva una difesa in profondità. La situazione nei Paesi Baschi si fece molto difficile: il governo di Valencia tentò di aiutare i repubblicani circondati con rifornimenti aerei via Francia, ma il governo francese li bloccò in almeno due occasioni; le forze aeree basche erano ormai del tutto inesistenti e la morte dell’asso Felipe del Río abbatté ulteriormente il morale dei difensori i quali si trovarono a quel punto in ulteriore difficoltà a causa della morte di Mola il 3 giugno. Questi venne sostituito da un più energico e intraprendente generale Dávila, che prese Bilbao il 17 giugno.

## Il bombardamento nella cultura

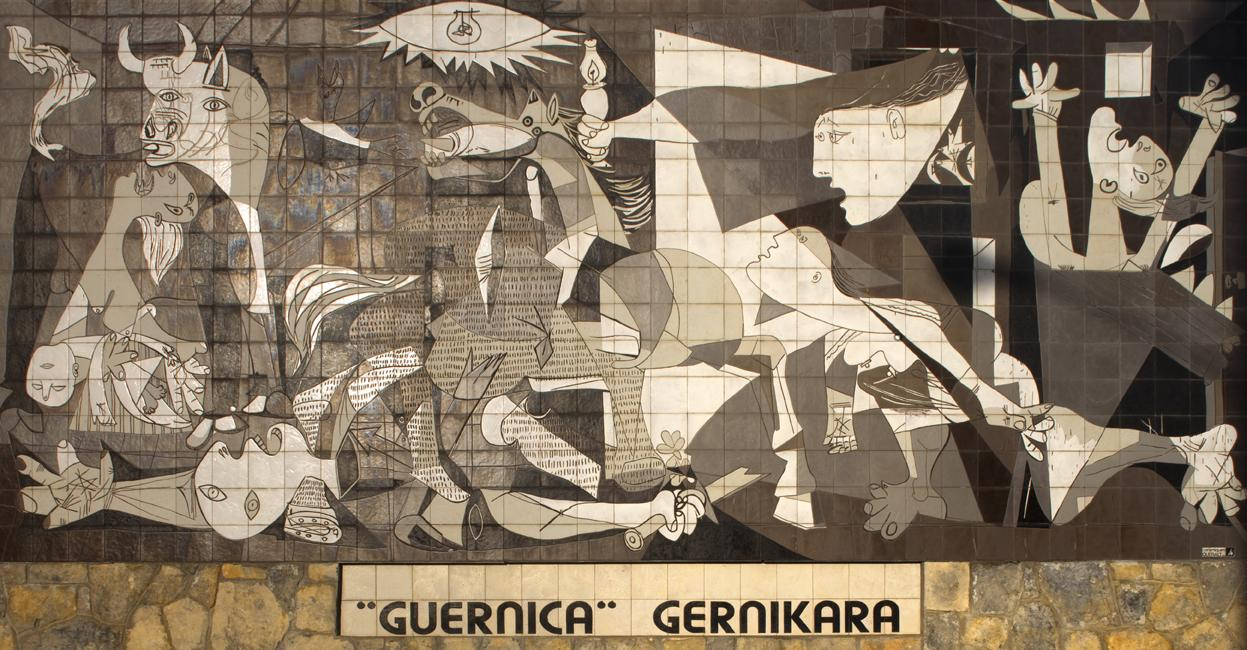
Guernica di Pablo Picasso

La prima e più importante rappresentazione del bombardamento venne dipinta dal famoso artista Pablo Picasso, che ispirandosi al dramma della cittadina basca dipinse il celeberrimo "Guernica" su commissione del governo repubblicano ed esposto in occasione dell'Esposizione internazionale di Parigi nel 1937. 
Molto si è scritto sul valore simbolico e allegorico dell'opera e sui suoi significati: l’autore non ha fornito una spiegazione univoca del proprio lavoro, che in realtà è polisemantico e quindi aperto a molteplici possibilità di lettura. Nel 1937 Christian Zervos, dedicò all’opera un numero dei Cahiers d’art, la prima monografia su Guernica, nella quale fornì una chiave per comprendere il dipinto, analizzato non solo come il resoconto di una battaglia cruenta e drammatica, ma come l’immagine della condizione umana
Guernica è messaggio per la pace, la dignità e la libertà degli uomini e delle donne del mondo intero. Forse per questa ragione “Guernica” è diventato un simbolo per le vittime e gli oppositori di tutte le guerre successive, a partire dalla seconda guerra mondiale, si sono riconosciuti nell’opera e hanno fatto di “Guernica" un simbolo universale.
Nel tentativo di delegittimare l’artista spagnolo, la propaganda nazista inserì “Guernica” di Picasso tra le opere esposte alla Mostra d'arte degenerata di Monaco nel luglio del 1937, alla cui inaugurazione Hitler dichiarò: «Faremo una spietata guerra epuratrice per ripulire gli ultimi settori corrotti della cultura: hanno avuto quattro anni per adeguarsi, ora saranno distrutti senza pietà». Il bombardamento di Guernica è stato inoltre ricordato in campo scultoreo grazie al lavoro di René Iché e letterario in un poema di Paul Éluard.

### Esplicative
1. 1 2  Una stima precisa dei morti è impossibile, sia a causa del numero imprecisato di rifugiati e contadini presenti quel giorno, sia a causa del rogo dei registri parrocchiali da parte delle forze franchiste.

Oltre alle cifre fornite dal governo basco, negli anni duemila alcuni gruppi di ricerca si sono impegnati nella ricerca e nell'accertare il numero delle vittime: nel 2008 la Asociación Gernikazarra affermò di aver identificato 126 persone, mentre nel 2012 il gruppo Gernikazarra Historia Taldea riferì che in quel momento era stato possibile risalire all’identità di 153 vittime, anche se è molto probabile che i caduti fossero molti di più. Vedi:  Refugios de vida para Gernika, su elcorreodigital.com, elcorreodigital. URL consultato il 3 luglio 2019 (archiviato dall'url originale il 12 febbraio 2010). e  Gernikazarra Historia Taldea - Los gernikarras hemos recibido desde niños por transmisión oral lo que fue el bombardeo, su euskonews.eus, euskonews. Le fonti citate da Beevor sono riferite a Memoria de la guerra de Euskadi de 1936 di Vicente Talón che riporta tra 200 e 300 vittime e La Guerra Civil en el País Vasco di Santiago de Pablo che parla di 300 morti. Secondo lo storico James Corum nel suo Inflated by Air. Common perceptions of civilian casualties from bombing utilizzando il rapporto tra numero di vittime e tonnellate di bombe sganciate durante il bombardamento di Dresda (tra 7.2 e 12), deduce che verosimilmente le vittime di Guernica sarebbero circa 400, vedi:  The legacy of Guernica, su news.bbc.co.uk, BBC.

### Bibliografiche
1. ↑  Beevor, p. da 270 a 273.
2. ↑  Beevor, pp. 260-261.
3. ↑  Beevor, p. 265.
4. ↑  Beevor, pp. 265-266.
5. 1 2  Beevor, p. 266.
6. ↑  Beevor, p. 267.
7. ↑  Beevor, p. 268.
8. ↑  Beevor, pp. 268-269.
9. 1 2  Killen, p. 114.
10. ↑  Beevor in questo caso non parla di due ricognitori ma di un He 111 che sganciò in solitaria il suo carico di bombe, vedi: Beevor, p. 269
11. ↑  Beevor, p. 269.
12. 1 2   César Vidal, La Destrucción de Guernica, su buber.net. URL consultato il 27 aprile 2020.
13. 1 2  Killen, p. 115.
14. 1 2  Beevor, p. 270.
15. 1 2  Killen, p. 116.
16. 1 2  Beevor, p. 271.
17. ↑  Mastrorilli, p. 79.
18. ↑  Beevor, p. 272.
19. ↑  Killen, p. 117.
20. ↑  Beevor, pp. 274-275.
21. ↑   Marco Cicala, Pablo Picasso e "Guernica": anatomia di un capolavoro, su repubblica.it.
22. 1 2 3   Michele Tavola, Arte e storia. “Guernica”, manifesto universale contro gli orrori della guerra, su it.pearson.com, pearson.com. URL consultato il 27 aprile 2020 (archiviato dall'url originale il 27 aprile 2020).